# Ute Lemm
Ute Lemm (* 1974 in Schwerin als Ute Kreisel) ist eine deutsche Opern- und Theaterintendantin.

## Leben
Lemm wurde in Schwerin geboren und studierte Musikwissenschaften, Neuere deutsche Literaturwissenschaft und Italienische Philologie in Bonn und Bologna.
2005 promovierte sie an der Philosophischen Fakultät der Universität Bonn mit der Arbeit „Musikwissenschaft in Westdeutschland nach 1945“. In Schwerin arbeitete sie zwischen 2001 und 2006 für das Festival „Verfemte Musik“ und ab 2004 als Konzertdramaturgin der Mecklenburgischen Staatskapelle Schwerin.
Seit 2006 war sie Persönliche Referentin des Generalintendanten am Mecklenburgischen Staatstheater Schwerin, von 2012 bis 2016 war sie dort als Operndirektorin angestellt. Das Konzept der „Opernlounge im E-Werk“ wurde hier von ihr entworfen, zudem die dritte deutsche Aufführung der Oper von Jake Heggie Dead Man Walking sowie die Schweriner Erstaufführung von Strawinskys The Rake’s Progress. Seit 2014 ist sie Vorsitzende des Richard-Wagner-Verbandes Mecklenburg-Vorpommern.
Von 2016 bis 2020 war sie als künstlerische Betriebsdirektorin und Orchesterdirektorin am Theater Erfurt beschäftigt. Seit August 2020 ist sie als Nachfolgerin von Peter Grisebach Generalintendantin des Schleswig-Holsteinischen Landestheaters und Sinfonieorchesters.

## Privates
Lemm ist verheiratet und Mutter von zwei Kindern.